# Elkhart Motor Car Company
Elkhart Motor Car Company war ein US-amerikanischer Hersteller von Automobilen.

## Unternehmensgeschichte
E. C. Crow, sein Sohn Martin E. Crow, F. O. Hudson und Willard W. Sterling gründeten das Unternehmen im April 1908. Der Sitz war in Elkhart in Indiana. Beide Crow verließen das Unternehmen wieder und gründeten Crow-Elkhart. Hudson und Sterling begannen 1909 mit der Produktion von Automobilen. Der Markenname lautete Sterling und 1911 inoffiziell auch Komet. Im Januar 1911 klagte der Motorenlieferant Model Gas Engine Works, weil weniger als die vertraglich festgelegten 1000 Motoren abgenommen wurden. Im Mai 1911 verkauften Hudson und Sterling das Unternehmen an ein Konsortium von Personen, die vorher für die Haynes Automobile Company tätig waren.
1909 wurden 221 Fahrzeuge gefertigt. Im Folgejahr entstanden 258 und 1911 noch 383. In der Summe sind das 862 Fahrzeuge.

## Fahrzeuge
Alle Modelle hatten Vierzylindermotoren.
1909 hatte das Model C einen Motor mit 40 PS Leistung. Das Fahrgestell hatte 300 cm Radstand. Der einzige angebotene Aufbau war ein offener Tourenwagen. Daneben gab es das Model K. Sein Motor leistete 30 PS. Der Radstand betrug 292 cm. Erhältlich waren Runabout, Surrey und Tourenwagen.
1910 blieb das Model C unverändert. Außerdem gab es das Model O, das dem kleineren Modell des Vorjahres entsprach. Überliefert sind Runabout, Tourenwagen und Torpedo.
1911 stand nur das Model R im Sortiment. Der Motor war nun mit 30/40 PS angegeben. Der Radstand betrug 318 cm. Zur Wahl standen Speedster mit zwei Sitzen, Roadster mit vorderen Türen und vier Sitzen, Close-Coupled Tourenwagen mit vier Sitzen und Tourenwagen mit vorderen Türen und sechs Sitzen.

## Modellübersicht
| Jahr | Modell  | Zylinder | Leistung (PS) | Radstand (cm) | Aufbau |
| ---- | ------- | -------- | ------------- | ------------- | --- |
| 1909 | Model C | 4        | 40            | 300           | Tourenwagen |
| 1909 | Model K | 4        | 30            | 292           | Runabout, Surrey, Tourenwagen                                                                                       |
| 1910 | Model C | 4        | 40            | 300           | Tourenwagen |
| 1910 | Model O | 4        | 30            | 292           | Runabout, Tourenwagen, Torpedo                                                                                      |
| 1911 | Model R | 4        | 30/40         | 318           | Speedster 2-sitzig, Fore-Door Roadster 4-sitzig, Close-Coupled Tourenwagen 4-sitzig, Fore-Door Tourenwagen 6-sitzig |

## Übersicht über Pkw-Marken aus den USA, dieSterlingbeinhalten
| Marke             | Hersteller                                   | Vermarktungsbeginn | Vermarktungsende | Ort, Bundesstaat           |
| ----------------- | -------------------------------------------- | ------------------ | ---------------- | -------------------------- |
| Ams-Sterling      | Amston Motor Car Company                     | 1917               | 1918             | Bridgeport, Connecticut    |
| Sterling          | Sterling Automobile & Engine Company         | 1901               | 1902             | Sterling, Illinois         |
| Sterling          | Springfield Cornice Works                    | 1901               | 1901             | Springfield, Massachusetts |
| Sterling          | Sterling Machine Works                       | 1909               | 1909             | Sterling, Illinois         |
| Sterling          | Elkhart Motor Car Company                    | 1909               | 1911             | Elkhart, Indiana           |
| Sterling          | Sterling Motor Car Company                   | 1915               | 1916             | Brockton, Massachusetts    |
| Sterling          | Consolidated Motor Car Company (Connecticut) | 1920               | 1920             | Middlefield, Connecticut   |
| Sterling-Knight   | Sterling-Knight Company                      | 1920               | 1926             | Warren, Ohio               |
| Sterling-New York | Sterling Automobile Manufacturing Company    | 1915               | 1916             | New York City, New York    |